# ياكوب فيلهلم هاور
ياكوب ويلهلم هاور (بالألمانية: Jakob Wilhelm Hauer)‏ (و. 1881 – 1962 م) هو بروفيسور، وعالم عقيدة، وسياسي ألماني، ولد في ديتزينجين، كان عضوًا في الحزب النازي، كان عضوًا في شوتزشتافل، توفي في توبينغن، عن عمر يناهز 81 عاماً.

## التعليم
تعلم في جامعة أوكسفورد، وتعلم في جامعة توبنغن
.

## روابط خارجية
- ياكوب فيلهلم هاور على موقع مونزينجر (الألمانية)